# Discherodontus halei
Discherodontus halei е вид лъчеперка от семейство Шаранови (Cyprinidae).

## Разпространение
Видът е разпространен в Малайзия (Западна Малайзия) и Тайланд.